# Atletism la Jocurile Olimpice de vară din 2024 - 400 m (feminin)
Proba de atletism 400 de metri feminin de la Jocurile Olimpice de vară din 2024 a avut loc în perioada 5-9 august 2024 pe Stade de France.

## Recorduri
Înaintea acestei competiții, recordurile mondiale și olimpice erau următoarele:
| Record  | Atlet                  | Timp  | Loc                    | Data             |
| ------- | ---------------------- | ----- | ---------------------- | ---------------- |
| Mondial | Marita Koch (RDG)      | 47,6  | Canberra, Australia    | 6 octombrie 1985 |
| Olimpic | Marie-José Pérec (FRA) | 48,25 | Atlanta, Statele Unite | 29 iulie 1996    |

## Program
Orele sunt ora Franței (UTC+1) 
| Data                    | Oră   | Etapă        |
| ----------------------- | ----- | ------------ |
| Luni, 5 august 2024     | 11:55 | Primul tur   |
| Marți, 6 august 2024    | 11:20 | Recalificări |
| Miercuri, 7 august 2024 | 20:45 | Semifinale   |
| Vineri, 9 august 2024   | 21:40 | Finala       |

## Rezultate

### Primul tur
S-au calificat în semifinale primele trei atlete din fiecare serie (C). Toate celelalte au avansat în runda de recalificări.
| Loc | Serie | Culoar         | Atletă                    | Țară                       | Timp  | Note  |
| --- | ----- | -------------- | ------------------------- | -------------------------- | ----- | ----- |
| 1   | 5     | 5              | Marileidy Paulino         | Republica Dominicană       | 49,42 | C     |
| 2   | 8     | 3              | Amber Anning              | Marea Britanie             | 49,68 | C     |
| 3   | 3     | 1              | Salwa Eid Naser           | Bahrain                    | 49,91 | C     |
| 4   | 2     | 3              | Lieke Klaver              | Olanda                     | 49,96 | C     |
| 5   | 4     | 4              | Natalia Kaczmarek         | Polonia                    | 49,98 | C     |
| 6   | 8     | 2              | Nickisha Pryce            | Jamaica                    | 50,02 | C     |
| 7   | 5     | 6              | Rhasidat Adeleke          | Irlanda                    | 50,09 | C     |
| 8   | 8     | 1              | Stacey-Ann Williams       | Jamaica                    | 50,16 | C, SB |
| 9   | 7     | 6              | Alexis Holmes             | Statele Unite ale Americii | 50,35 | C     |
| 10  | 7     | 2              | Laviai Nielsen            | Marea Britanie             | 50,36 | C     |
| 11  | 9     | 4              | Roxana Gómez              | Cuba                       | 50,38 | C, SB |
| 12  | 2     | 2              | Henriette Jæger           | Norvegia                   | 50,39 | C     |
| 13  | 5     | 4              | Sada Williams             | Barbados                   | 50,45 | C     |
| 14  | 7     | 5              | Aaliyah Butler            | Statele Unite ale Americii | 50,52 | C     |
| 15  | 4     | 1              | Andrea Miklós             | România                    | 50,54 | C, PB |
| 16  | 6     | 5              | Susanne Gogl-Walli        | Austria                    | 50,67 | C, PB |
| 17  | 8     | 5              | Sharlene Mawdsley         | Irlanda                    | 50,71 | PB    |
| 18  | 2     | 1              | Gabby Scott               | Puerto Rico                | 50,74 | RN    |
| 19  | 6     | 4              | Victoria Ohuruogu         | Marea Britanie             | 50,93 |       |
| 20  | 4     | 2              | Justyna Święty-Ersetic    | Polonia                    | 50,95 | SB    |
| 21  | 6     | 3              | Paola Morán               | Mexic                      | 51,04 | C     |
| 22  | 3     | 4              | Gunta Vaičule             | Letonia                    | 51,13 |       |
| 23  | 9     | 3              | Martina Weil              | Chile                      | 51,15 |       |
| 24  | 5     | 1              | Kendall Ellis             | Statele Unite ale Americii | 51,16 |       |
| 25  | 8     | 6              | Junelle Bromfield         | Jamaica                    | 51,36 |       |
| 26  | 6     | 2              | Ellie Beer                | Australia                  | 51,47 | PB    |
| 27  | 4     | 5              | Aliyah Abrams             | Guyana                     | 51,55 | SB    |
| 28  | 2     | 6              | Miranda Coetzee           | Africa de Sud              | 51,58 |       |
| 29  | 7     | 3              | Alice Mangione            | Italia                     | 51,60 |       |
| 30  | 3     | 3              | Ella Onojuvwevwo          | Nigeria                    | 51,65 |       |
| 31  | 2     | 4              | Helena Ponette            | Belgia                     | 51,75 |       |
| 32  | 9     | 6              | Lada Vondrová             | Cehia                      | 51,80 |       |
| 33  | 6     | 1              | Sophie Becker             | Irlanda                    | 51,84 |       |
| 34  | 5     | 2              | Lina Licona               | Columbia                   | 51,85 |       |
| 35  | 9     | 1              | Tereza Petržilková        | Cehia                      | 51,92 |       |
| 36  | 3     | 2              | Zoe Sherar                | Canada                     | 51,97 |       |
| 37  | 7     | 1              | Modesta Justė Morauskaitė | Lituania                   | 52,00 | SB    |
| 38  | 6     | 5              | Lurdes Gloria Manuel      | Cehia                      | 52,20 |       |
| 39  | 2     | 5              | Kiran Pahal               | India                      | 52,51 |       |
| 40  | 4     | 3              | Tiffani Marinho           | Brazilia                   | 52,62 |       |
| 41  | 5     | 3              | Cátia Azevedo             | Portugalia                 | 52,73 |       |
| 42  | 3     | 5              | Cynthia Bolingo           | Belgia                     | 52,77 | SB    |
| 43  | 3     | 6              | Lauren Gale               | Canada                     | 53,13 |       |
| 44  | 4     | 6              | Evelis Aguilar            | Columbia                   | 53,36 |       |
|     | 7     | 4              | Shaunae Miller-Uibo       | Bahamas                    | NT    |       |
| 9   | 6     | Nicole Caicedo | Ecuador                   | DS                         |       |       |
| 8   | 4     | Esther Joseph  | Nigeria                   | DS                         |       |       |

### Recalificări
S-au calificat în semifinale prima atlea din fiecare cursă (C) și următoarele atlete cu cei mai buni 2 timpi (c).

#### Seria 1
| Loc | Culoar | Atletă                 | Țară    | Timp  | Note |
| --- | ------ | ---------------------- | ------- | ----- | ---- |
| 1   | 5      | Ella Onojuvwevwo       | Nigeria | 50,59 | C    |
| 2   | 4      | Justyna Święty-Ersetic | Polonia | 50,89 | SB   |
| 3   | 3      | Sharlene Mawdsley      | Irlanda | 51,18 |      |
| 4   | 7      | Tereza Petržilková     | Cehia   | 51,46 | SB   |
| 5   | 8      | Aliyah Abrams          | Guyana  | 51,84 |      |
| 6   | 6      | Kiran Pahal            | India   | 52,59 |      |

#### Seria 2
| Loc | Culoar | Atletă                    | Țară          | Timp  | Note  |
| --- | ------ | ------------------------- | ------------- | ----- | ----- |
| 1   | 4      | Gabby Scott               | Puerto Rico   | 50,52 | C, RN |
| 2   | 8      | Miranda Coetzee           | Africa de Sud | 50,66 | c, PB |
| 3   | 5      | Lurdes Gloria Manuel      | Cehia         | 50,81 | c     |
| 4   | 6      | Modesta Justė Morauskaitė | Lituania      | 51,33 | PB    |
| 5   | 7      | Helena Ponette            | Belgia        | 51,46 | PB    |
| 6   | 3      | Martina Weil              | Chile         | 51,79 |       |
| 7   | 2      | Shaunae Miller-Uibo       | Bahamas       | 53,50 |       |

#### Seria 3
| Loc | Culoar | Atletă            | Țară           | Timp  | Note  |
| --- | ------ | ----------------- | -------------- | ----- | ----- |
| 1   | 8      | Victoria Ohuruogu | Marea Britanie | 50,59 | C, SB |
| 2   | 2      | Gunta Vaičule     | Letonia        | 50,93 |       |
| 3   | 6      | Alice Mangione    | Italia         | 51,07 | PB    |
| 4   | 4      | Ellie Beer        | Australia      | 51,65 |       |
| 5   | 5      | Cátia Azevedo     | Portugalia     | 52,04 | SB    |
| 6   | 3      | Lauren Gale       | Canada         | 52,68 |       |
| 7   | 7      | Evelis Aguilar    | Columbia       | 52,86 | SB    |

#### Seria 4
| Loc | Culoar | Atletă          | Țară                       | Timp  | Note |
| --- | ------ | --------------- | -------------------------- | ----- | ---- |
| 1   | 8      | Kendall Ellis   | Statele Unite ale Americii | 50,44 | C    |
| 2   | 6      | Sophie Becker   | Irlanda                    | 51,28 |      |
| 3   | 7      | Zoe Sherar      | Canada                     | 51,43 |      |
| 4   | 4      | Lina Licona     | Columbia                   | 51,90 |      |
| 5   | 5      | Lada Vondrová   | Cehia                      | 52,15 |      |
| 6   | 2      | Tiffani Marinho | Brazilia                   | 52,32 |      |
|     | 3      | Cynthia Bolingo | Belgia                     | NS    |      |

### Semifinale
S-au calificat în finală primele două atlete din fiecare semifinală (C) și următoarele atlete cu cei mai buni 2 timpi (c).

#### Semifinala 1
| Loc | Culoar | Atletă            | Țară                       | Timp  | Note  |
| --- | ------ | ----------------- | -------------------------- | ----- | ----- |
| 1   | 7      | Salwa Eid Naser   | Bahrain                    | 49,08 | C, SB |
| 2   | 8      | Rhasidat Adeleke  | Irlanda                    | 49,95 | C     |
| 3   | 4      | Henriette Jæger   | Norvegia                   | 50,17 | c     |
| 4   | 6      | Lieke Klaver      | Olanda                     | 50,44 |       |
| 5   | 3      | Victoria Ohuruogu | Marea Britanie             | 51,14 |       |
| 6   | 5      | Aaliyah Butler    | Statele Unite ale Americii | 51,18 |       |
| 7   | 2      | Gabby Scott       | Puerto Rico                | 51,22 |       |
| 8   | 9      | Junelle Bromfield | Jamaica                    | 51,93 |       |

#### Semifinala 2
| Loc | Culoar | Atletă               | Țară                       | Timp  | Note |
| --- | ------ | -------------------- | -------------------------- | ----- | ---- |
| 1   | 6      | Marileidy Paulino    | Republica Dominicană       | 49,21 | C    |
| 2   | 5      | Alexis Holmes        | Statele Unite ale Americii | 50,00 | C    |
| 3   | 7      | Laviai Nielsen       | Marea Britanie             | 50,69 |      |
| 4   | 8      | Nickisha Pryce       | Jamaica                    | 50,77 |      |
| 5   | 9      | Andrea Miklós        | România                    | 50,78 |      |
| 6   | 3      | Ella Onojuvwevwo     | Nigeria                    | 51,05 |      |
| 7   | 4      | Susanne Gogl-Walli   | Austria                    | 51,17 |      |
| 8   | 2      | Lurdes Gloria Manuel | Cehia                      | 51,42 |      |

#### Semifinala 3
| Loc | Culoar | Atletă              | Țară                       | Timp  | Note  |
| --- | ------ | ------------------- | -------------------------- | ----- | ----- |
| 1   | 7      | Natalia Kaczmarek   | Polonia                    | 49,45 | C     |
| 2   | 6      | Amber Anning        | Marea Britanie             | 49,47 | C, PB |
| 3   | 4      | Sada Williams       | Barbados                   | 49,89 | c     |
| 4   | 2      | Kendall Ellis       | Statele Unite ale Americii | 50,40 |       |
| 5   | 5      | Roxana Gómez        | Cuba                       | 50,48 |       |
| 6   | 9      | Paola Morán         | Mexic                      | 50,73 |       |
| 7   | 8      | Stacey-Ann Williams | Jamaica                    | 50,79 |       |
| 8   | 3      | Miranda Coetzee     | Africa de Sud              | 51,60 |       |

### Finala
| Loc | Culoar | Atletă            | Țară                       | Timp  | Note   |
| --- | ------ | ----------------- | -------------------------- | ----- | ------ |
| 1   | 6      | Marileidy Paulino | Republica Dominicană       | 48,17 | RO, RN |
| 2   | 8      | Salwa Eid Naser   | Bahrain                    | 48,53 | SB     |
| 3   | 7      | Natalia Kaczmarek | Polonia                    | 48,98 |        |
| 4   | 4      | Rhasidat Adeleke  | Irlanda                    | 49,28 |        |
| 5   | 5      | Amber Anning      | Marea Britanie             | 49,29 | RN     |
| 6   | 9      | Alexis Holmes     | Statele Unite ale Americii | 49,77 | PB     |
| 7   | 2      | Sada Williams     | Barbados                   | 49,83 |        |
| 8   | 3      | Henriette Jæger   | Norvegia                   | 49,96 |        |